# Palazzo Frenfanelli
Palazzo Frenfanelli è un palazzo gentilizio situato nel centro storico di Cascia.
Appartenuto all'antica famiglia Frenfanelli, originaria di Frenfano, nei pressi di Cascia. Alcune delle sale al suo interno presentano ancora affreschi dell'epoca. 
Attualmente è la sede del Comune di Cascia.